# Associação dos Deficientes das Forças Armadas
A Associação dos Deficientes das Forças Armadas (Portuguesas) (ADFA) MHL • MHM • MHIH é uma associação criada a 14 de maio de 1974 que tem como objectivo unir e ajudar os cidadãos que sofreram lesões (graves) durante a prestação do serviço militar. Grande parte dos associados efectivos são soldados que lutaram por Portugal em guerras, tal como a Guerra Colonial Portuguesa.
Hoje com sede na Avenida Padre Cruz, em Lisboa, teve a primeira sede no Palácio da Independência, na mesma cidade.

## Condecorações
- Grau de Membro Honorário da Ordem do Mérito (7 de fevereiro de 1996)[1]
- Grau de Membro Honorário da Ordem da Liberdade (12 de dezembro de 2008)[1]
- Grau de Membro Honorário da Ordem do Infante D. Henrique (14 de maio de 2024)[1]